# Bagossy Levente
Bagossy Levente (Dombóvár, 1968. november 17. –) Jászai Mari-díjas magyar díszlettervező.

## Életpálya
1968-ban született Dombóváron. Tanulmányait a Pécsi Művészeti Szakközépiskola tervezőgrafika szakán kezdte 1983-1987 között. 1991-1996 között a Magyar Képzőművészeti Egyetemen hallgatója volt Tervezőgrafika szakon. 1996-1998 között a Tervezőgrafika mesterképző szakot is elvégezte, mellette 1995-1998 között a Díszlet-jelmez szakon is tanult. Jelenleg több vidéki és budapesti színházban is dolgozik díszlettervezőként.
Testvére Bagossy László, rendező.

## Színházi díszletek
- 2025 Molnár Ferenc: A  TESTŐR – Centrál Színház, r. Ujj Mészáros Károly, bemutató: szeptember 15.
- 2025 Martin McDonagh: A KRIPLI – Centrál Színház, r. Puskás Dávid, bemutató: március 29.
- 2025 David Auburn: EGY BIZONYÍTÁS KÖRVONALAI – Centrál Színház, r. Puskás Tamás, bemutató: február 7.
- 2024 Spiró György: AZ IMPOSZTOR – Pesti Színház, r. Rudolf Péter, bemutató december 7.
- 2024 Molnár Ferenc: JÁTÉK A KASTÉLYBAN – Centrál Színház, r. Puskás Tamás, bemutató szeptember 14.
- 2024 Vági–Rajkai: KOVÁCS SÁNDOR – Csiky Gergely Színház, r. Rajkai Zoltán, bemutató: április 27.
- 2023 Eisemann Mihály: FEKETE PÉTER – Centrál Színház, r. Puskás Samu, bemutató: december 8.
- 2023 Joe Orton: SZAJRÉ – Thália Télikert, r.: Szervét Tibor. bemutató: december 1.
- 2023 Móricz Zsigmond: ROKONOK – Szegedi Nemzeti, r.: Szikszai Rémusz, bemutató: május 19.
- 2023 A. P. Csehov: VÁNYA BÁ – Thália Télikert, r.: Kelemen József. bemutató: március 25.
- 2022 Danny Robins: 2:22 (EGY KÍSÉRTETTÖRTÉNET) – Centrál Színház, r. Puskás Tamás, bemutató:  december 30.
- 2022 Szeredás A.–Fodor T.: DAGERROTÍPIA – Stúdió K. Színház, r.: Fodor Tamás, bemutató: október 24.
- 2022 Tracy Letts: KILLER JOE – Thália Télikert, r. Mózes András, bemutató: október 8.
- 2022 Tracy Letts: MARY PAGE MARLOWE – Centrál Színház, r. Puskás Tamás, bemutató szeptember 24.
- 2022 Mary Chase: BARÁTOM, HARVEY – Vígszínház, r.: Valló Péter, bemutató: április 9.
- 2021 Gianina Carbunariu: TIGRIS – Stúdió K. Színház, r.: Szikszai Rémusz, bemutató: december 17.
- 2021 Martin McDonagh: NAGYON, SÖTÉT ANYAG – Szegedi Nemzeti, r.: Szikszai Rémusz, bemutató: október 15.
- 2021 Bodor Johanna: NEM BAJ, MAJD MEGÉRTEM – Orlai Produkció, r.: Szikszai Rémusz, bemutató: augusztus 4.
- 2021 George Feydeau: ÁLMOMBAN MEGCSALTÁL – Thália Színház, r.: Kelemen József, bemutató: május 15.
- 2020 J. M. Synge: A NYUGAT CSÁSZÁRA  – Pesti Színház, r.: Rudolf Péter, Bemutató: február 28.
- 2020 P. Genovese: TELJESEN IDEGENEK – Tatabányai Jászai Mari Sz.: r.: Szikszai Rémusz, bemutató: november 28.
- 2020 Dürrenmatt: AZ ÖREG HÖLGY LÁTOGATÁSA – Vígszínház, r.: Rudolf Péter, bemutató: április 9.
- 2020 Katona József: BÁNK BÁN – Pécsi  Kamaraszínház, r.: Vilmos Noémi, bemutató: szeptember 25.
- 2020 Tracy Letts: A NEVEM MARY PAGE MARLOWE – Centrál Színház, r.: Puskás Tamás, bemutató: szeptember 24.
- 2019 Neil Simon: LEGÉNYLAKÁS – Centrál Színház, r.: Puskás Tamás, bemutató: december 21.
- 2019 Moliere: ÚRHATNÁM POLGÁR – Pécsi Nemzeti Színház, r.: Rudolf Péter, bemutató: december 6.
- 2019 Nina Raine: IGENEK ÉS NEMEK – Centrál Színház, r.: Puskás Tamás, bemutató: március 2.
- 2018 Molnár Ferenc: LILIOM – Vígszínház, r.: Ifj. Vidnyánszky Attila, bemutató: december 15.
- 2018 David-Lindsay Abaire: TÖKÉLETLENEK – Centrál Színház, rendezte: Szikszai Rémusz, bemutató: december 14.
- 2018 Sz. Alekszijevics: SECONDHAND – Örkény Színház, r.: Bagossy László–Kovács D. Dániel, bemutató: szeptember 28.
- 2018 Molnár Ferenc: DELILA– Centrál Színház, r.: Puskás Tamás, bemutató: március 9.
- 2017 Oscar Wilde: PREMIERAJÁNDÉK– Thália Színház, rendezte: Csányi Sándor, bemutató: december 2.
- 2017 Jordi Galceran: DER KREDIT – Theater Tri-bühne (Stuttgart), r.: Bagossy László, bemutató: október 20.
- 2017 Frayn–Hamvai: CSODA KORBAN ÉLÜNK – Thália Színház, rendezte: Kelemen József, bemutató: október 7.
- 2017 Rákos Péter: MUMUS – Pécsi Nemzeti Színház, r.: Tóth András, bemutató: május 27.
- 2017 Dumas–Sartre: KEAN A SZÍNÉSZ – Thália Színház, rendezte: Kelemen József
- 2016 A. P. Csehov: HÁROM NŐVÉR – Örkény István Színház, Budapest, rendezte: Bagossy László
- 2016 Lerner–Loewe: MY FAIR LADY – Centrál Színház, Budapest, r.: Puskás Tamás
- 2016 Ödön von Horváth: MESÉL A BÉCSI ERDŐ – Örkény István Színház, Budapest, r.: Bagossy László
- 2016 Tennessee Williams: A VÁGY VILLAMOSA – Pécsi Nemzeti Színház, rendezte: Rázga Miklós
- 2015 Juli Zeh–Charlotte Roos: SÁRGA VONAL – Ódry Színpad, Budapest, r: Zsámbéki Gábor
- 2015 Füst Milán: BOLDOGTALANOK – Pécsi  Kamaraszínház, rendezte: Funk Iván
- 2015 DIGGERDRÁJVER – Örkény István Színház, Budapest, rendezte: Bagossy László
- 2015 Bizet–Scsedrin: CARMEN – Katona József Színház, Kecskemét, koreográfus: Barta Dóra
- 2015 Molière: TARTUFFE – Örkény István Színház, Budapest, r.: Bagossy László
- 2014 Dosztojevszkíj: KARAMAZOV TESTVÉREK – Radnóti Színház, r.: Valló Péter
- 2014 Kerékgyártó István: HUROK – Theater tri-bühne, Stuttgart, r.: Bagossy László
- 2014  Spiró György: KVARTETT – Pesti Színház, r.: Marton László
- 2014 Alfred Jarry: ÜBÜ KIRÁLY – Örkény István Színház, Budapest, r.: Mácsai Pál
- 2014 Shakespeare: HAMLET – Örkény István Színház, Budapest, r.: Bagossy László
- 2014 Arthur Schnitzler: ANATOL ÉS A NŐK – Radnóti Színház, r.: Bálint András
- 2013 Szophoklész: ANTIGONÉ – Pécsi Nemzeti Színház.,  r.: Rázga Miklós
- 2013 Ödön von Horváth: A VÉGÍTÉLET NAPJA – Katona József Színház, Budapest, r.: Bagossy László
- 2013 Michael Frayn: FÜGGÖNY FEL – Centrál Színház, Budapest, r.: Puskás Tamás
- 2013 Örkény István: TÓTÉK –  Örkény István Színház, Budapest, r.: Mácsai Pál
- 2013 A. P. Csehov: CSERESZNYÉSKERT – Aarhus Teater, Aarhus (Dánia), r.: Zsámbéki Gábor
- 2012 Carlo Gozzi: A KÍGYÓASSZONY – Ódry Színpad, Budapest, r.: Zsámbéki Gábor
- 2012 T. Mann: MARIO ÉS A VARÁZSLÓ –  Kolibri Színház, Budapest, r.: Bagossy László
- 2012 Ivo Bresan: PARASZTHAMLET – Pécsi Horvát Színház, Pécs, r.: idősebb Bagossy László
- 2012 W. Shakespeare: A VIHAR – Örkény István Színház, Budapest, r.: Bagossy László
- 2012 Gorkij: KISPOLGÁROK – Katona József Színház, Budapest, r.: Zsámbéki Gábor
- 2011 Barta Dóra: RÓMEÓ ÉS JÚLIA – Nemzeti Táncszínház, Budapest,  bemutató: december 21.
- 2011 Dürrenmatt: JÁNOS KIRÁLY – Örkény István Színház, Budapest, r. Bagossy László
- 2011 Molière: MIZANTRÓP – Katona József Színház, Budapest, rendezte Zsámbéki Gábor
- 2011 J. Hofmann–L. Menyhért: LENNI VAGY NEM LENNI – Vígszínház, r.: Marton László, bemutató: október 7
- 2010 Háy János: VÖLGYHÍD – Kolibri Színház, Budapest, rendezte Bagossy László
- 2009 Ödön von Horváth: KASIMIR ÉS KAROLINE – Örkény István Színház, r. Bagossy László
- 2009 Szálinger Balázs: OIDIPUSZ GYERMEKEI – Radnóti Színház, Budapest, r. Valló Péter
- 2009 Brecht: MAHAGONNY... – Thália Színház, Budapest, rendezte Szikora János
- 2009 Szabó B.–Varró D.: LÍRA ÉS EPIKA – Budapest Bábszínház, rendezte Mácsai Pál
- 2009 Egressy Zoltán: SAUERAMPFER... – Theater tri-bühne Stuttgart, rendezte Bagossy László
- 2009 Bertolt Brecht: MUTTER COURAGE...–Theater tri-bühne, Stuttgart, rendezte Bagossy László
- 2008 Ödön von Horváth: KASIMIR UND KAROLINE – Theater tri-bühne, Stuttgart, r., Bagossy László
- 2008 Böll: KATHARINA BLUM ... – Pesti Színház Színház, Budapest, r. Hegedűs D. Géza
- 2007 Molière: ÚRHATNÁM POLGÁR – Vígszínház, Budapest, rendezte Mácsai Pál
- 2007 Térey János: ASZTALIZENE – Radnóti Színház, Budapest, rendezte Bagossy László
- 2007 Tasnádi István: FINITO – Örkény István Színház, Budapest, rendezte Mácsai Pál
- 2006 Mozart: DON GIOVANNI – Szegedi Nemzeti Színház, rendezte Bagossy László
- 2006 Bagossy László: E-CHAT – Katona József Színház, Kecskemét, rendezte Bagossy László
- 2006 Bagossy László: A SÖTÉTBEN LÁTÓ TÜNDÉR – Örkény István Színház, Budapest, r. Bagossy László
- 2005 Miller: PILLANTÁS A HÍDRÓL – Petőfi Sándor Színház, Sopron, rendezte Guelmino Sándor
- 2005 Gombrowitz: YVONNE BURGUNDI HERCEGNŐ, Katona József Színház, Kecskemét, r. Bagossy László
- 2005 Kafka–Bodó–Vinnai: LEDARÁLNAKELTŰNTEM – Katona-Kamra, Budapest, rendezte Bodó Viktor
- 2002 Urs Widmer: TOP DOGS – Katona József Színház, Budapest, rendezte Bagossy László
- 2001 Handke: AZ ÓRA, AMIKOR..., – Katona József Színház, Budapest, rendezte Máté Gábor
- 2001 Molière: TARTUFFE – Katona József Színház, Budapest, rendezte Zsámbéki Gábor
- 1999 Csehov: CSERESZNYÉSKERT – Bárka Színház, Budapest, rendezte Bagossy László
- 1997 Bernhard: RITTER, DENE VOSS – Bárka Színház, Budapest, rendezte Bagossy László
- 1997 Bernhard: A SZOKÁS HATALMA – Katona József Színház, Kecskemét, rendezte Bagossy László
- 1997 Lorca: YERMA – Katona József Színház, Kecskemét, rendezte Lendvai Zoltán
- 1996 Buchner: LEONCE ÉS LÉNA – Katona József Színház, Kecskemét, rendezte Bagossy László
- 1995 Ibsen: NÓRA – Móricz Zsigmond Színház, Nyíregyháza, rendezte Bagossy László
- 1993 Bart: OLIVER – Kisszínház, Pécs, rendezte idősebb Bagossy László
- 1993 ŐRÜLT ERDŐ – Kisszínház, Pécs, rendezte idősebb Bagossy László
- 1993 Karinthy Frigyes: CSODAGYEREK – Kisszínház, Pécs, rendezte Bagossy Levente
- 1993 Mate Matisic: KARÁCSONYI MESE – Kisszínház, Pécs, rendezte Filákovity István
- 1992 Svarcz: HÉTKÖZNAPI CSODA – Kisszínház, Pécs, rendezte idősebb Bagossy László
- 1992 PEACE CHILD INTERNATIONAL – York, USA
- 1992 Vörösmarty: CSONGOR ÉS TÜNDE – Tettyei romok, Pécs, rendezte idősebb Bagossy László
- 1992 Brecht: HÁROMGARASOS OPERA – Kisszínház, Pécs, rendezte idősebb Bagossy László
- 1991 Woskovec–Verich: NEHÉZ BARBARA – Pécsi Nyári Színház, Pécs, rendezte idősebb Bagossy László
- 1991 Shakespeare: MACBETH – Egyetemi színpad, Göttingen, rendezte idősebb Bagossy László
- 1991 Shakespeare: MACBETH – Kisszínház, Pécs, rendezte idősebb Bagossy László
- 1989 Bresan: PARASZT HAMLET – Kisszínház, Pécs, rendezte idősebb Bagossy László

## Kiállításai
- 2025 Bagossy Levente díszlettervező kiállítása – Budapest, Víg Szalon, megnyitotta: Nádasdy Ádám
- 2025 Bagossy Levente színpadtervei – Sepsiszentgyörgy, Tamási Áron Színház, megnyitotta: Kósa András László
- 2024 Bagossy Levente színházi makettjei – Csíkszereda, Csíki Játékszín, megnyitotta: Veress Albert
- 2024 15. dráMA kortárs színházi találkozó, Bagossy Levente kiállítása – Székelyudvarhely, Tomcsa Sándor Színház
- 2024 Bagossy Levente - Színházi makettek – Marosvásárhelyi Nemzeti Színház, megnyitotta: Székely Csaba
- 2024 Bagossy Levente színpadtervei – Nagyvárad, Partiumi Keresztyén Egyetem
- 2024 Bagossy Levente színházi makettkiállítása – Arad, megnyitotta: Bogdan Costea
- 2024 Re:Oszt – Bagossy Levente látványtervek – Kaposvár
- 2024 Külön terek, Einspach Fine Art & Photography – Budapest,  megnyitotta: Mácsai János
- 2023 Temesvári Eurórégiós Színházi Találkozó, megnyitotta: Balázs Attila
- 2022 FNT Bagossy Levente színpadtervei, Liszt Intézet – Bukarest, megnyitotta: Oana Cristea Grigorescu
- 2021 Reök palota – Szeged, megnyitotta: Szikszai Rémusz
- 2019 Látványtervek, Gönczy Galéria – Zalaegerszeg, megnyitotta: Bagossy László
- 2017 Bagossy Levente kiállítása, M Galéria – Budapest, megnyitotta: Pogány Judit
- 2011 Vendégünk a színház, Bajor Gizi Múzeum – Budapest, megnyitotta: Mácsai Pál
- 2009 Díszletek, plakátok, Balassi Intézet – Budapest, megnyitotta: Csuja Imre
- 2006 Díszlettervek, Katona József Színház – Kecskemét, megnyitotta: Bodolay Géza
- 2005 Díszlettervek, Pécsi Nemzeti Színház
- 2000 Díszlettervek, plakátok, Művészetek Háza – Szombathely
- 1998 Plakátok, (Színházi Világnap) Bárka Színház – Budapest, megnyitotta: Bérczes László
- 1995 Plakáttervek, Ifjúsági Ház – Pécs, megnyitotta: Pócs Péter
- 1995 Színházi plakátok, Gavella Színház – Zágráb, megnyitotta: Szabados Árpád

## Díjak, kitüntetések
- 2020 Látványtér közönségdíj (Úrhatnám polgár, Pécsi Nemzeti Színház)
- 2018 Az év díszlettervezője (Liliom, Vígszínház)
- 2018 Látványtér közönségdíj (Delia, Centrál Színház és Tökéletlenek, Centrál Színház)
- 2017 Az év díszlettervezője (Boldogtalanok, Pécsi Nemzeti Színház)
- 2011 Hevesi Sándor Díj
- 2010 Nemzetközi Gyermekszínházi Fesztivál, Szabadka (Legjobb bábokért-díj)
- 2008 Jászai Mari-díj
- 2008 POSZT: Legjobb díszlet (Asztalizene)
- 2007 Stúdiószínházi Fesztivál – legjobb díszlet, (Rijeka, Horvátország)
- 2006 Kontakt Fesztivál – legjobb díszlet, (Torun, Lengyelország)
- 2005 Színikritikusok Díja, (Budapest)
- 2005 Pécsi Országos Színházi Találkozó – legjobb díszlet (Ledarálnakeltűntem)
- 1996 Színikritikusok Díja, Budapest (Leonce és Léna)
- 1996 Országos Színházi Fesztivál, Debrecen – legjobb díszlet (Leonce és Léna)